# Macrobrachium eriocheirum
Macrobrachium eriocheirum är en kräftdjursart som beskrevs av Dai 1984. Macrobrachium eriocheirum ingår i släktet Macrobrachium och familjen Palaemonidae. Inga underarter finns listade i Catalogue of Life.